# Flash Point: Fire Rescue

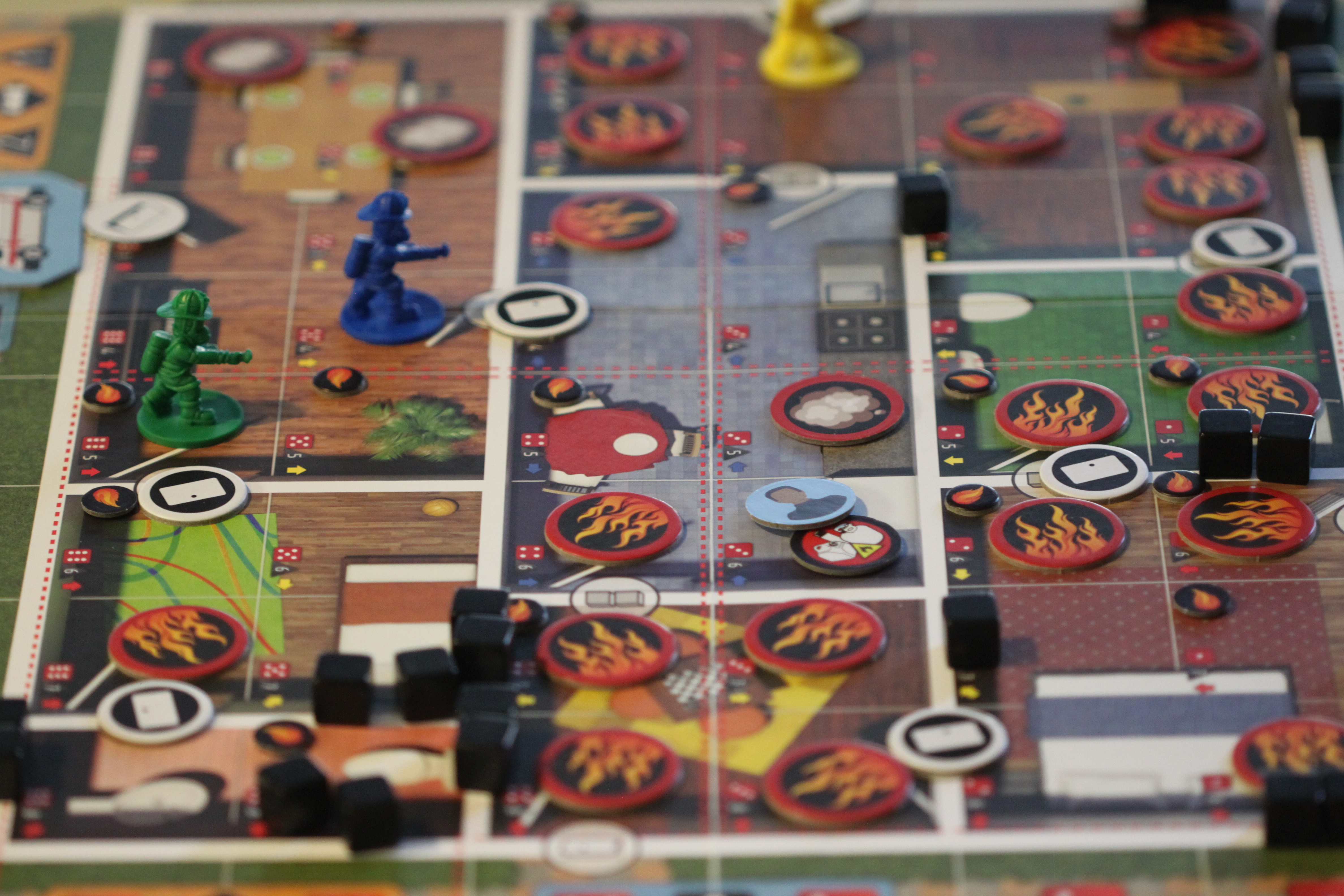
Pertida en progreso de Flash Point: Fire Rescue

Flash Point: Fire Rescue es un juego de mesa cooperativo temático diseñado por Kevin Lanzing, lanzado en noviembre de 2011. El objetivo es que los jugadores colaboren para rescatar a personas y animales de un edificio en llamas antes de que se derrumbe. Desde el lanzamiento inicial del juego, se han publicado varias expansiones que añaden escenarios adicionales. Estos incluyen incendios en un rascacielos, una casa de dos plantas y un submarino.

## Descripción

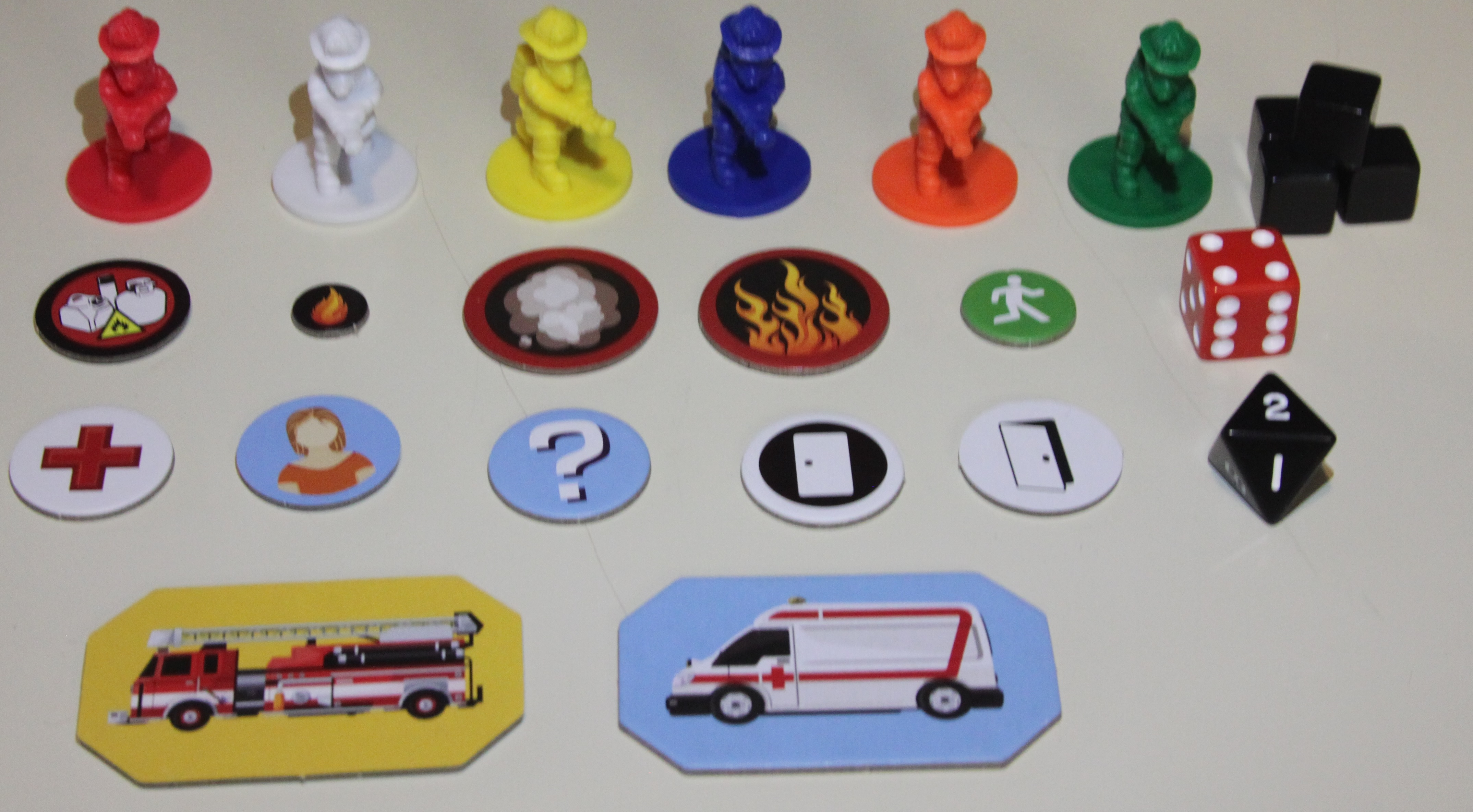
Piezas del juego

Los jugadores son bomberos que, en el nivel más básico, pueden moverse, apagar incendios, atravesar paredes y rescatar víctimas. Los niveles superiores introducen roles especializados como el capitán de bomberos, el operador del vehículo contra incendios, los técnicos de materiales peligrosos y los paramédicos. El juego "le debe mucho" a Pandemic.